# Wokingham
Wokingham és una ciutat del Regne Unit, que pertany al comtat de Berkshire, al sud-est d'Anglaterra. És també un districte administratiu del tipus autoritat unitària format per dues parròquies civils: la ciutat de Wokingham més la parròquia del nord. Situada a la vora del riu Emm Brook, té un passat relacionat amb la pagesia que ha anat deixant pas a altres sectors econòmics, entre els quals està la indústria informàtica. Va ser famosa per la foneria que va fabricar campanes per a moltes esglésies del sud del país, però també va adquirir renom pels espectacles d'empaitada del bou que s'hi celebraven per la diada de sant Tomàs, que més tard van ser prohibits. Un altre fet recordat a Wokinham és el bandolerisme, que va desembocar en l'aprovació d'una llei específica, la Black Act. Es troba a uns 53 km a l'est del centre de Londres. Segons el cens del 2001, tenia 30.403 habitants.

## Geografia
Wokingham està situada a la riba de l'Emm Brook, un riu de la vall del Loddon, que travessa el municipi del sud-est cap al nord-oest. Està a mig camí entre les ciutats de Reading i Bracknell. En els seus orígens Wokingham només era un conjunt de terres de conreu situades a la part occidental del bosc de Windsor. El sòl és una barreja de llims, sorra i reble, tot plegat un terreny apte per l'agricultura.

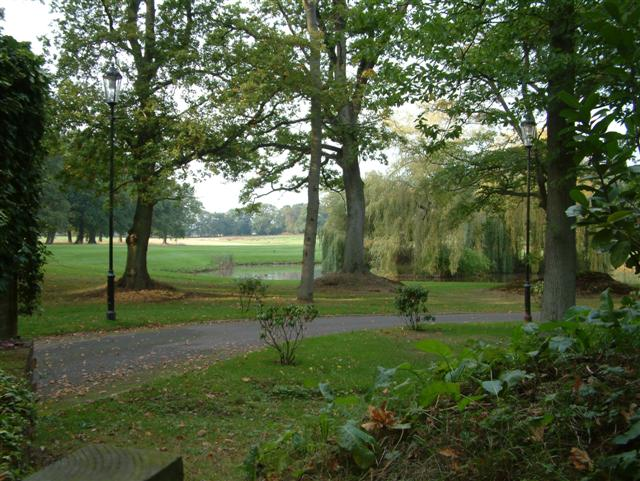
Agates Meadow

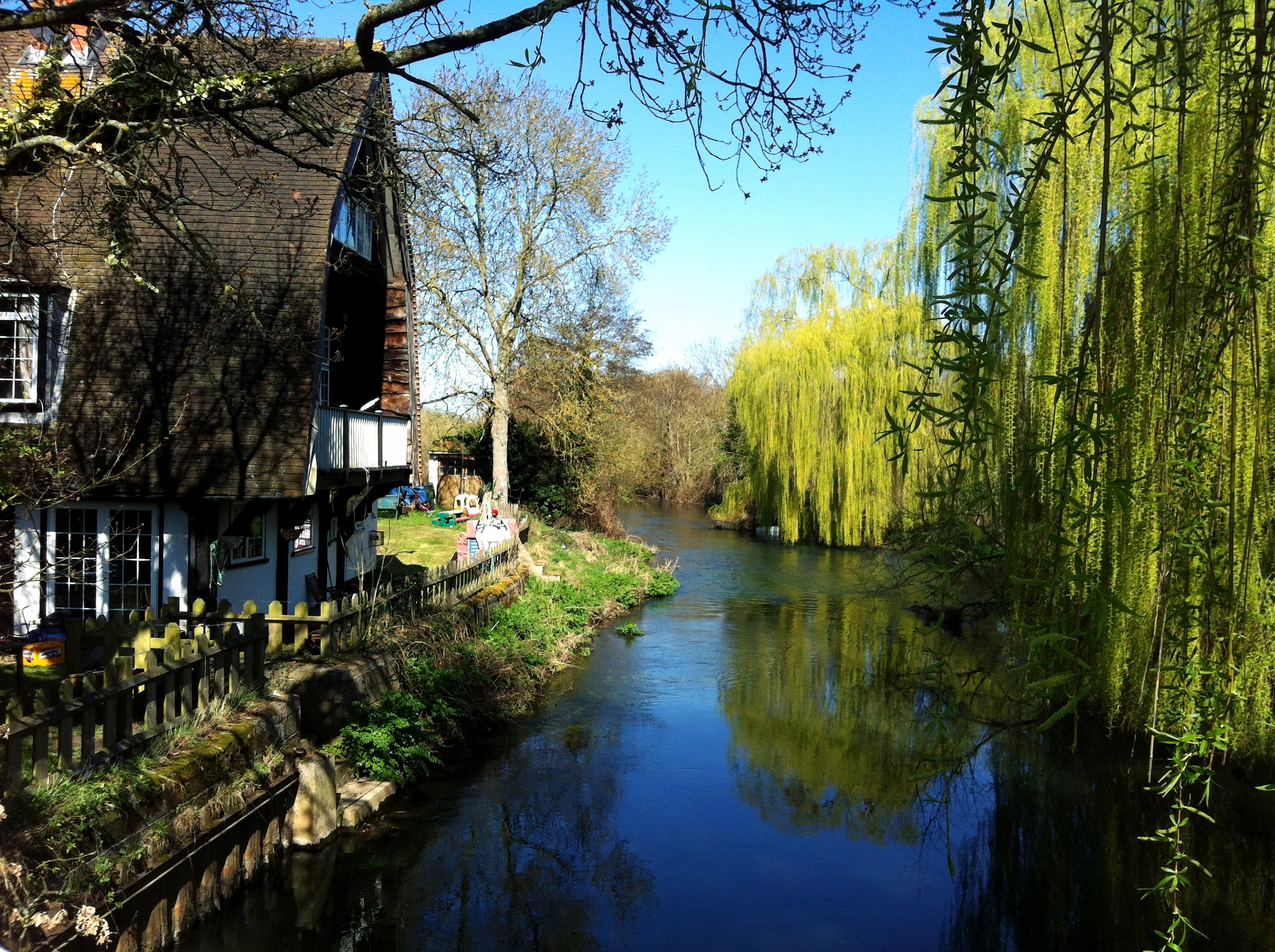
El riu Emm Brook

Wokingham té una distribució radial, un nucli urbà al centre i diverses àrees residencials a l'extraradi: Woosehill, a l'oest; Emmbrook, al nord-oest; Dowlesgreen, Norreys, Keephatch i Bean Oak, a l'est; i cap al sud Wescott i Eastheath.
La major part del que és Wokingham s'ha fet en els darrers 80 anys. Woosehill i Dowlesgreen es van construir on abans hi havia terres de conreu, igual com va passar amb Bean Oak. Keephatch es va fer a començaments dels anys 1990. Norreys Estate es va edificar durant els anys 1960, tot i que està en Norreys Avenue el carrer més antic de la zona, fet en la dècada del 1940 per l'emergència d'habitatges que va sorgir acabada la segona guerra mundial. Norreys Avenue és un carrer en forma de ferradura i ocupa el lloc d'una antiga casa senyorial, Norreys Manor. La majoria de les cases són d'estil prefabricat propi dels anys 1940, encara que també es pot trobar alguna casa de maons, com l'oficina de la policia feta una dècada després.

## Història
La paraula Wokingham vol dir «la llar de la gent de Wocca» i cal interpretar que Wocca és el nom d'algun líder saxó. Aquest Wocca tenia també terres a Wokefield (Berkshire) i a Woking (Surrey), com es pot deduir pels noms. Durant l'època victoriana el nom de la vila es va escriure de forma equivocada, Oakingham, perquè es pensava que tenia a veure amb la paraula oak («roure») i, en conseqüència, es van afegir fulles d'aquest arbre a l'escut heràldic de la vila.
Antigament els tribunals del districte de Windsor Forest es reunien a Wokingham. La ciutat va tenir dret a fer mercat des del 1219. El bisbe de Salisbury va ser en gran part el responsable del creixement de Wokingham en aquest període, va fer construir camins, va parcel·lar les terres de la seva propietat i les va arrendar. Hi ha documents del 1258 en què el bisbe va adquirir els drets a organitzar tres fires anuals. La reina Elisabet I va concedir a la ciutat una carta de llibertats el 1583. Wokingham va ser famosa per la foneria on, del segle xiv al XVI, es van fer campanes per les esglésies de tot el sud d'Anglaterra.
Durant l'època Tudor, Wokingham va ser coneguda per la producció de teixit de seda. Algunes de les cases que es dedicaven a aquest negoci encara es poden veure al carrer Rose Street, els locals amb la planta baixa més grossa eren els que tenien els telers. Es diu que una de les moreres (el menjar preferit dels cucs de seda) que hi ha als jardins d'aquestes cases és l'original que es feia servir per alimentar-los.
En els anys 1643–44 Wokingham va ser atacada per ambdós bàndols de la guerra civil. Cada exèrcit arribava i prenia els aliments de les cases i també les mercaderies. Hi van haver 30 cases incendiades durant aquests pillatges, xifra que representa gairebé el 20% de les cases que hi havia en aquell temps. No va ser fins a començaments del segle xviii que la ciutat es va recuperar totalment.

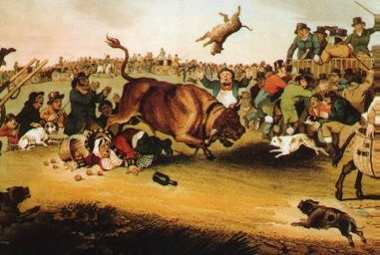
Il·lustració del 1821 sobre l'empaitada del bou.

Wokingham va ser una de les ciutats angleses on se celebrava l'empaitada del bou. L'any 1661 George Staverton va deixar escrit en el seu testament que donava dos bous per a lligar-los a la plaça de la ciutat i fer-los empaitar per gossos, com a espectacle el dia de sant Tomàs (21 de desembre) i més diner per a continuar la tradició cada any. Els bous es van exposar a la plaça el dia abans de l'esdeveniment i després els van tancar al pati de la taverna Rose Inn, que estava on ara hi ha la botiga Superdrug, on es van haver d'enfrontar a gossos enfurismats. La gent va viatjar durant milles per presenciar l'espectacle sanguinari. Alguns gossos van morir i altres van quedar mutilats i alguns del espectadors van resultar ferits. La carn i la pell dels bous es van repartir entre els pobres de la ciutat. L'any 1794, el matí després d'aquesta festa, Elizabeth North va ser trobada morta i coberta de ferides. El 1808, una dona de 55 anys, Martha May, va morir per les ferides causades per la multitud. Aquest cruel espectacle va ser prohibit per l'ajuntament l'any 1821, però va quedar la tradició de repartir entre els pobres carn de bou per Nadal. El parlament britànic va prohibir aquesta mena d'espectacles a tot el país, amb una llei aprovada el 1833.
El 1723, el parlament britànic va aprovar la Llei negra (Black Act) per resoldre el problema de la delinqüència al comtat. Al segle xviii hi havia una banda de criminals coneguts pel nom de Wokingham Blacks (els negres de Wokingham), perquè s'emmascaraven la cara amb carbó i així no poder ser reconeguts. Finalment els granaders es van enfrontar a ells a Bracknell i en van capturar 29.

## Economia
L'antiga indústria de fabricació de maons ha anat perdent pes i ara les empreses més destacades tenen a veure amb el desenvolupament de software, l'enginyera lleugera i el sector de serveis.

## Dialecte
Històricament, es parlava amb un accent característic, una versió local de la parla Cockney de Londres, influïda en alguns aspectes per la pronúncia occidental del país. Tanmateix, la ràpida expansió de la ciutat i el subsegüent influx dels forasters ha fet que es vagi perdent des d'aproximadament la dècada del 1970.

## Administració

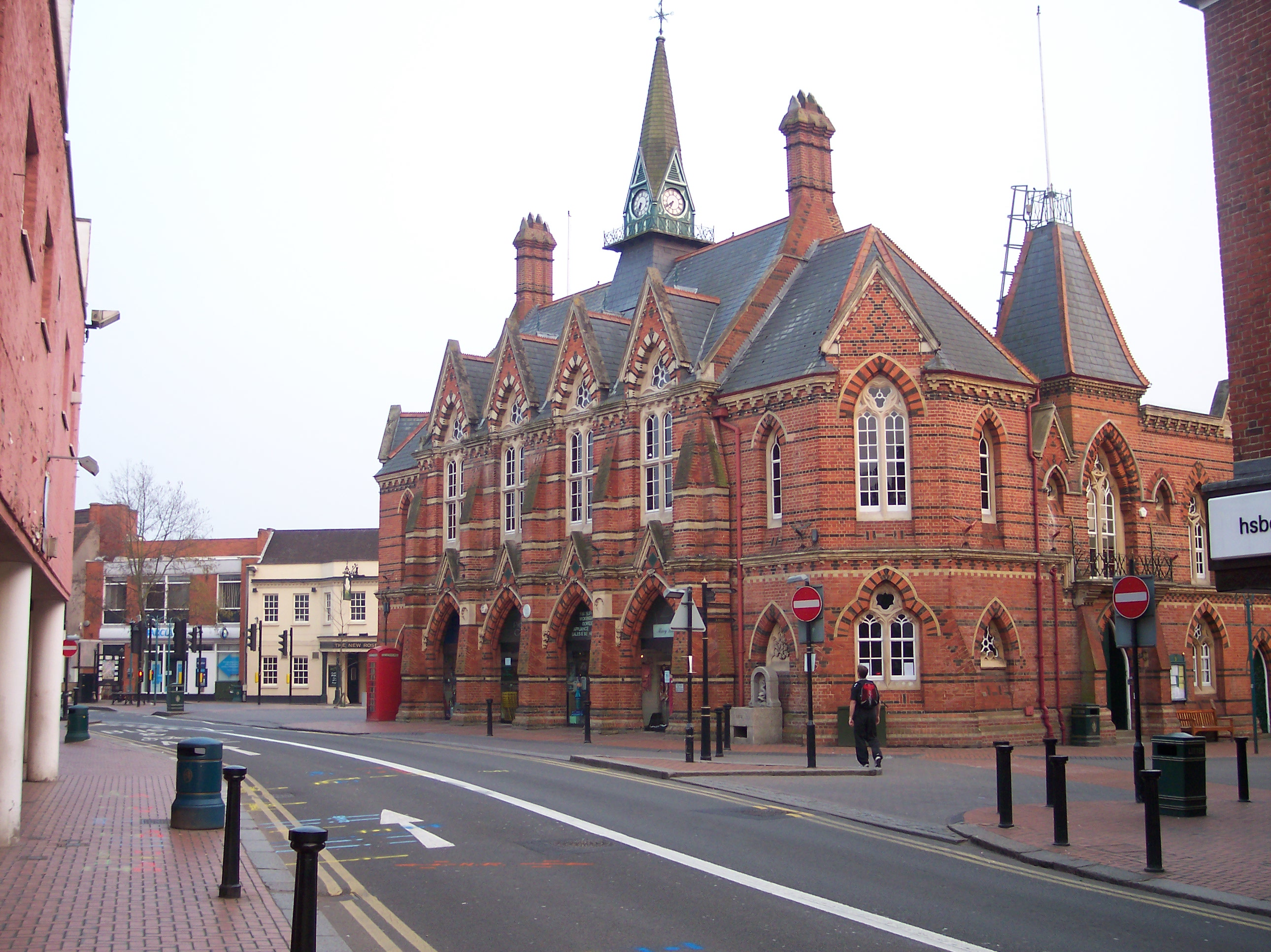
Ajuntament de Wokingham

El nord de Wokingham, amb centre a Ashridge, va ser antigament part del comtat de Wiltshire. Aquesta zona va créixer cap al centre de la ciutat, fins a enllaçar amb els barris de Dowlesgreen, Norreys i Bean Oak, motiu pel qual el territori va ser transferit a Berkshire l'any 1844. El 1894 el municipi de Wokingham va quedar organitzat administrativament en dues parròquies civils: el nucli urbà i el nucli rural del nord.
Wokingham va ser un dels municipis que va quedar sense reformar amb la llei de corporacions locals del 1835, però si que es va remodelar amb la llei del 1883. El districte rural de Wokigham creat el 1974 es va unir al districte no metropolità de Wokingham, ambdós formen una autoritat unitària des del 1998. Aquesta autoritat consta de 54 membres escollits democràticament i està presidida per un conseller escollit anualment entre els seus representants que són votats cada tres o quatre anys. Les oficines de l'autoritat unitària estan al carrer Shute End de Wokingham.
Els assumptes de la parròquia civil de Wokingham estan gestionats per l'ajuntament (Wokingham Town Council). Consta de 25 regidors, que representen els quatre districtes (wards) de la ciutat: Emmbrook, Evendons, Norreys i Wescott. L'edifici de l'ajuntament es va construir el 1860, en el lloc on abans estava el saló gremial (guildhall).

## Agermanaments
Wokingham te relacions d'agermanament amb:
- Erfstadt (Alemanya)
- Viry-Châtillon (França)

## Llocs d'interès
Arquitectura religiosa
- Església de Tots els Sants

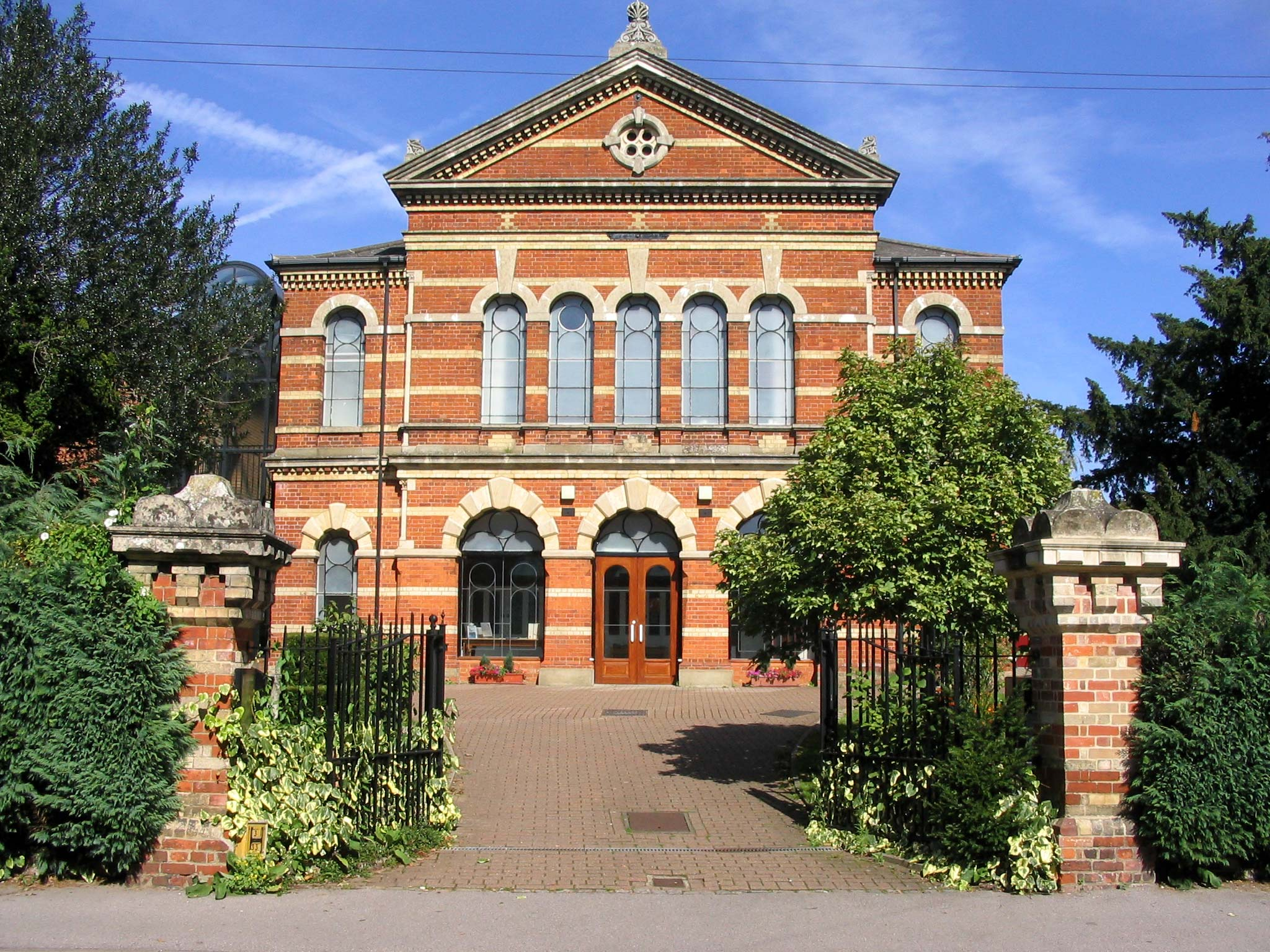
L'església baptista.

- Església catòlica del Corpus Christi
- Església de sant Pau, construïda per John Walter III el 1864.
- Església baptista de Wokingham
- Església metodista de Wokingham
- ChristChurch Wokingham
- Woosehill Community Church
- Norreys Church
- King's Church

Cases senyorials
- Evendon's Manor
- Buckhurst Manor (actualment, St. Anne's Manor)